# 787
787 је била проста година.

## Догађаји
- Википедија:Непознат датум — септембар-октобар - Одржан Седми васељенски сабор, по други пут у Никеји. Царица Ирина обнавља поштовање икона (слика Христа и светих). Ово је велика победа монаха, који ће изнети широке захтеве за потпуну слободу Православне цркве у верским питањима. Овим се завршава иконоборачки период у Византијском царству.
- Википедија:Непознат датум — Владавина династије Абасида у Багдаду.

- Царица Ирена шаље византијску експедициону војску да изврши инвазију на јужну Италију, али је поражена и протерана (на наговор папе Хадријана I) од франачке војске, удружене са снагама Беневента. Она раскине веридбу (види 782) између свог сина Константина VI и франачке принцезе Ротруде, ћерке краља Карла Великог.
- 26. август – Умире Арехис II, аутономни принц (или војвода) од Беневента. Гримоалд III, кога су Франци узели као таоца, наследио је свог оца на месту владара Беневента.
- Маурицио Галбајо, дужд Венеције, умире после 22-годишње владавине, а наследио га је син Ђовани. Почиње освету против патријарха Градоа (Италија).
- Краљеви Офа од Мерсије и Беорхтрик од Весекса сазивају Сабор Челсија у Кенту, којој присуствују папски легати. Тамо, Офа убеђује папство да додели статус архиепископа Мерсијанској апархији у Личфилду. Да би обезбедио краљевско наслеђе, Хигеберхт је крунисао свог сина Егфрита за краља Мерсије у Бриксворту.